# Bois-Normand-près-Lyre
Bois-Normand-près-Lyre is een gemeente in het Franse departement Eure (regio Normandië) en telt 308 inwoners (1999). De plaats maakt deel uit van het arrondissement Évreux.

## Geografie
De oppervlakte van Bois-Normand-près-Lyre bedraagt 17,1 km², de bevolkingsdichtheid is 18,0 inwoners per km².
De onderstaande kaart toont de ligging van Bois-Normand-près-Lyre met de belangrijkste infrastructuur en aangrenzende gemeenten.

## Demografie
Onderstaande figuur toont het verloop van het inwonertal (bron: INSEE-tellingen).